# زهرة الأهوار الدرعية
زهرة الأهوار الدرعية (الاسم العلمي:Nymphoides peltata) هي نوع من النباتات تتبع جنس زهرة الأهوار من الفصيلة الإطريفلية.